# Sphagnum fallax
Sphagnum fallax là một loài rêu trong họ Sphagnaceae. Loài này được H. Klinggr. mô tả khoa học đầu tiên năm 1881.

## Hình ảnh

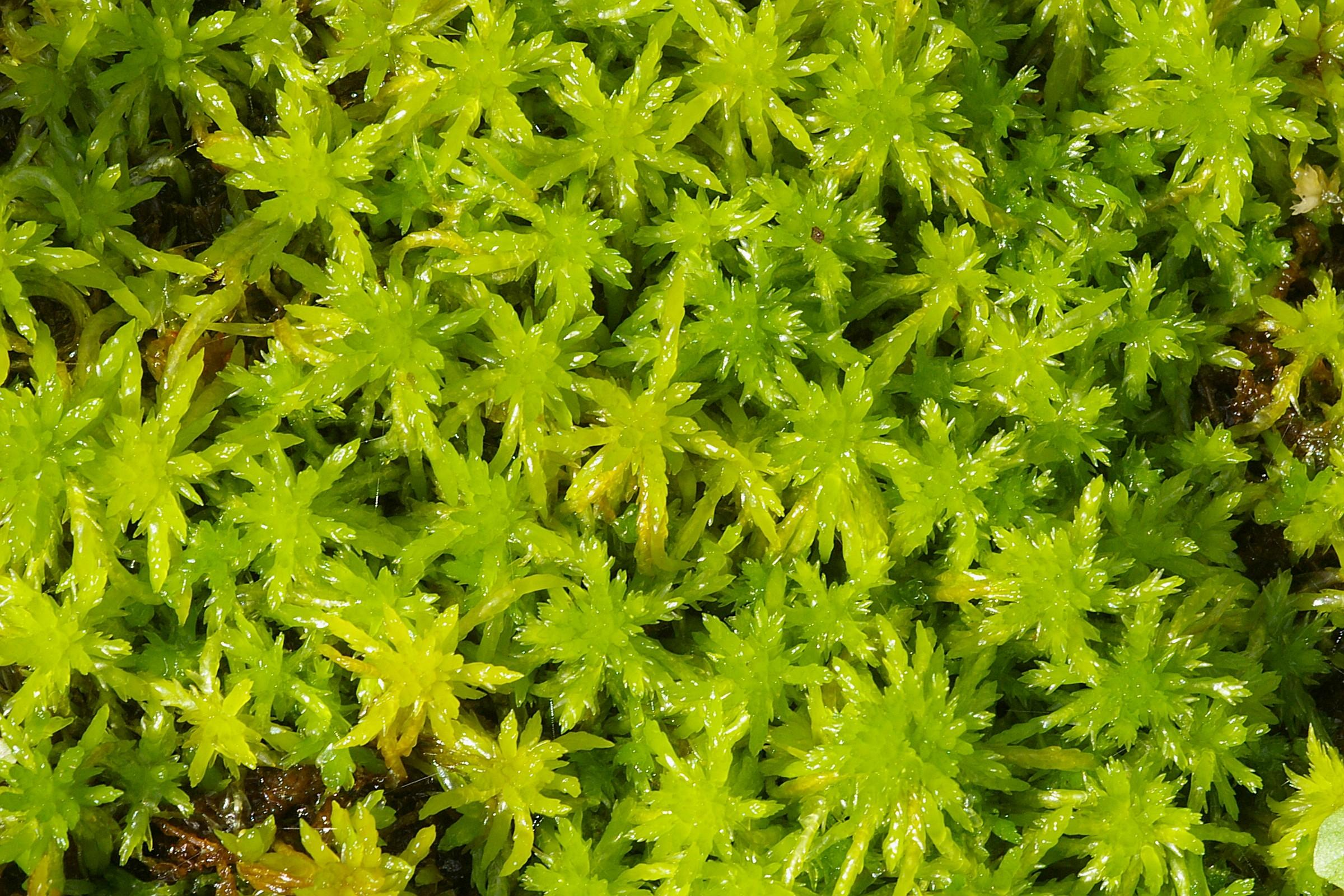
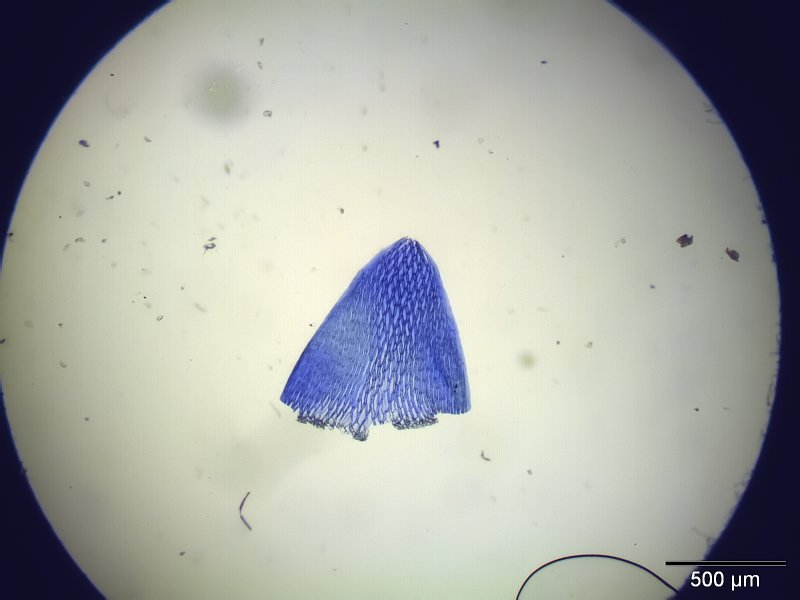
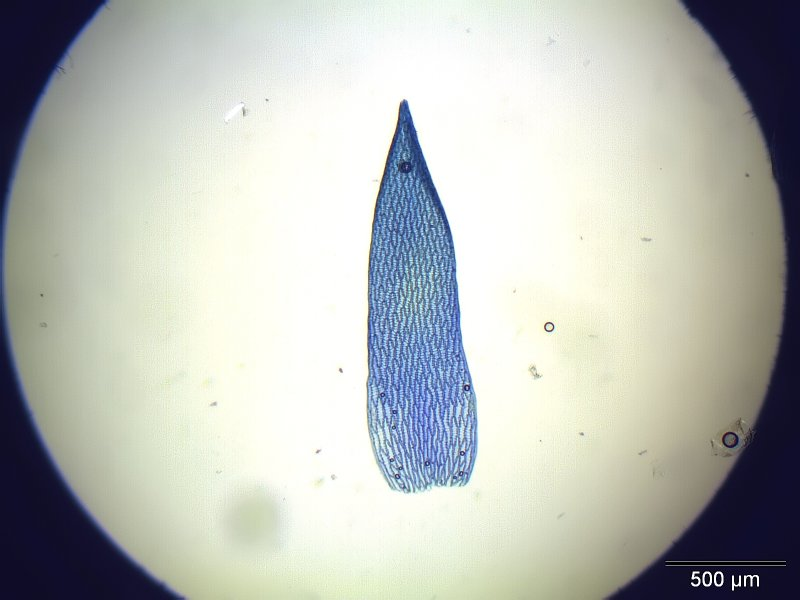
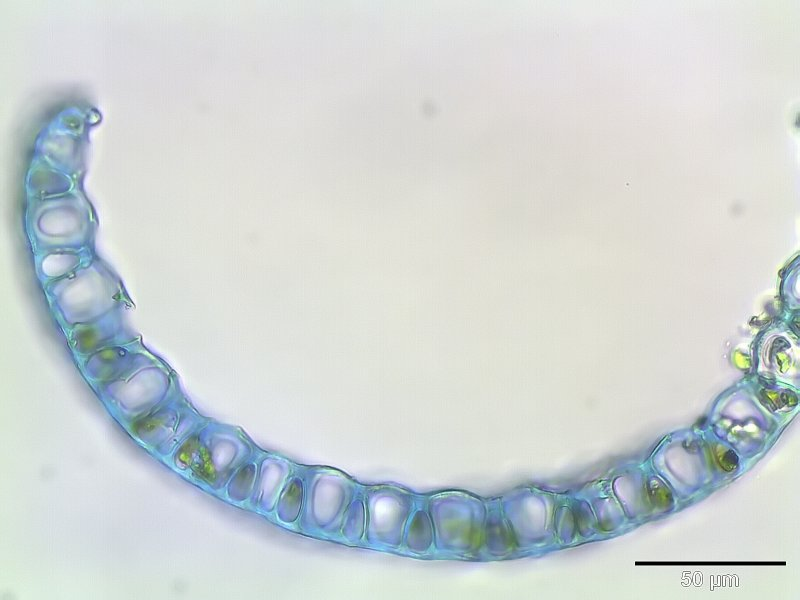